# Bulbine vagans
Bulbine vagans là một loài thực vật có hoa trong họ Thích diệp thụ. Loài này được E.M.Watson miêu tả khoa học đầu tiên năm 1987.